# 須黒祥子
須黒 祥子（すぐろ しょうこ、1971年 - ）は、東京都品川区出身の高校教諭であり、バスケットボール審判員である。

## 人物
日本体育大学卒業後、高校教諭となり、江東商業高校に赴任。
1995年、日本バスケットボール協会公認審判員となり、以来国内の各大会で笛を吹く。
2000年に国内女性初のA級、2001年には国内最高のAA級審判員に昇格。
2003年、日本人女性として初となる国際バスケットボール連盟（FIBA）審判員に選ばれる。
2004年アテネオリンピックでは予選リーグから7位決定戦まで務めた。
現在は都立駒場高校教諭の傍ら東京都協会審判委員も務める。
2017年、男子プロリーグのBリーグにて新たに女性審判員4人のひとりとして採用。